# Господарі міста гріхів
«Господарі міста гріхів» (англ. Westbrick Murders) — бойовик 2010 року.

## Сюжет
У цьому місті немає минулого і немає майбутнього. Тут живуть тільки одним днем, оскільки він може виявитися останнім. Тут панує закон, встановлений серійними вбивцям Біллом і Барбарою. Молодий поліцейський Метью, в перший же день перетинається зі «солодкою парочкою». Напарник гине, а Метью звинувачують у його смерті і звільняють з поліції. Але найгірше стається, коли вбивають його дружину. І тоді він встає на стежку війни, і в гонитві за серійними вбивцями сам поволі стає психопатом як Біллі і Барбара.

## У ролях
| Актор                | Роль              |
| -------------------- | ----------------- |
| Деніелл Едвардс      | Метью Барроу      |
| Самі Дарр            | Біллі             |
| Анна Бард            | Барбара           |
| Йен Бернс            | Симус             |
| Вернон Веллс         | Макс              |
| Мерет Ван Камп       | Ребекка Соммерсон |
| Мелані Деніз         | Міранда Мендес    |
| Ерік Робертс         | Джон Барроу       |
| Катрін Фокдал        | Сара              |
| Ерік Голмі           | Вільям            |
| Мажа Мулек           | Лулу              |
| Денніс Галадюн       | Боб               |
| Кім Сондерголм       | офіцер Сем        |
| Ян Т'єррілд          | судовий експерт   |
| Магнус Бруун Нільсен | заручник          |